# Schloss Alte Kemenate (Nagel)

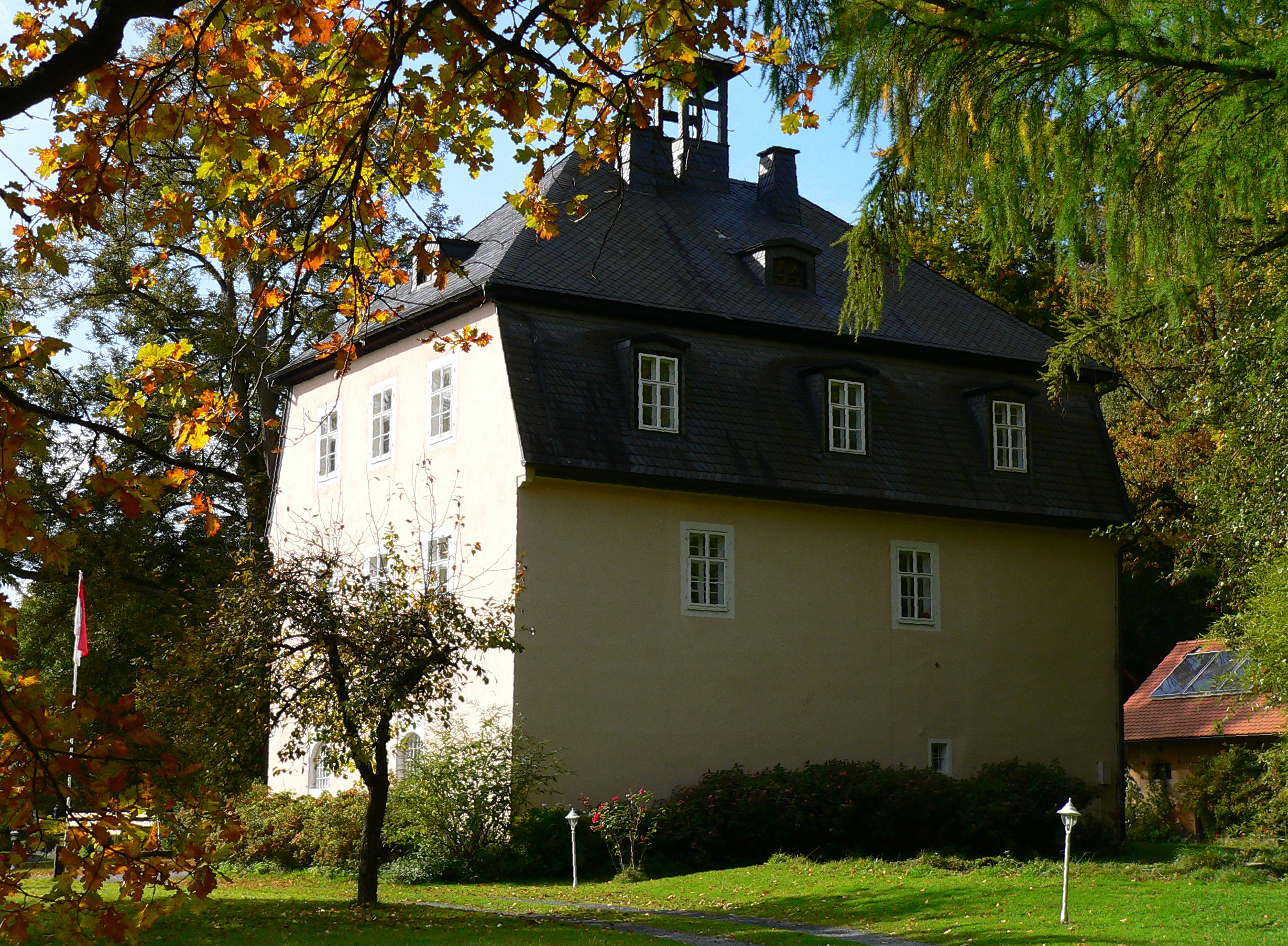
Schloss „Alte Kemenate“ in Küps-Nagel

Das Schloss Alte Kemenate befindet sich im Gemeindeteil Nagel des Marktes Küps im Landkreis Kronach in Oberfranken im Freistaat Bayern.

## Geographische Lage
Nagel liegt mitten in der ausgedehnten Tallandschaft der mittleren Rodach. Die günstige Lage des Ortes an diesem Fluss, der im Mittelalter als Transportweg diente, begründete die Anlage von insgesamt zehn Adelssitzen im Gebiet des Marktes Küps, zu der Nagel gehört. Neun der zehn Anwesen bestehen noch teilweise stark verändert oder als Ruine oder Bodendenkmal.
Das Schloss Alte Kemenate befindet sich am Nordrand des Ortes Nagel in der Kümmelbergstraße.

## Geschichte
Ursprünglich (1419) gab es vor Ort eine „Veste und Behausung“, die Michel von Schaumberg gehörte und die er dem Burggraf Johann III. von Nürnberg zu Lehen auftrug. 1499 verkaufte Hans von Schaumberg das Anwesen an den Freiherrn Heinz von Redwitz. 1563 errichteten dessen Nachfolger oberhalb des bestehenden Hauses am Hang ein neues Wohngebäude, die „Neue“ oder „Obere“ Kemenate. Zur Unterscheidung nannte man das alte Gebäude fortan „Alte“ oder „Untere“ Kemenate.
Vorübergehend von 1568 bis 1595 kam die Neue Kemenate in den Besitz der Freiherren von Wiesenthau, bis sie von Georg Wilhelm und Wolfgang Heinrich von Redwitz zurückgekauft wurde. Nur wenige Jahre später, 1625, veräußerte Wolfgang Heinrich die Neue Kemenate an Hans Heinrich von Künsberg. Dessen Sohn, auch ein Hans Heinrich, kaufte 1691 die Alte Kemenate hinzu. Nun gehörte den Künsbergern neben dem nahe gelegenen Wasserschloss Tüschnitz auch das gesamte Nageler Anwesen.
Von den neuen Eigentümern wurden altes und neues Gebäude in den Folgejahrzehnten durch ein Mauerwerk miteinander verbunden, schlossähnlich ausgebaut und mit einem breiten Wassergraben umgeben. Die Feuchtigkeit am Hang verursachte bei der Neuen Kemenate auf Dauer anscheinend irreparable Schäden an der Baustatik, sodass das Gebäude 1859 abgerissen werden musste. 1963 legte man bei Grabungen die Pfahlgründungen aus dem 16. Jahrhundert frei. 2008 ging das Schloss im Erbgang von den Freiherren von Künsberg, die noch das Schloss Oberlangenstadt besitzen, auf die Familie Vormbrock über.

## Bauten
Bis zwei Jahre vor dem Abriss der Neuen Kemenate 1859 hatte das Ensemble noch den Anschein einer burgähnlichen Wasserschlossanlage. Der Zufahrtsweg wurde über den das Anwesen umgebenden Wassergraben mithilfe einer Kombination aus Stein- und Zugbrücke und weiter durch ein zinnengekröntes Tor in den Burghof geführt. 1857 entfernte man diese Bauten und verfüllte den Wassergraben mit Erdreich.

### Alte oder Untere Kemenate
Die dreigeschossige Alte oder Untere Kemenate mit ihren drei auf vier Fensterachsen und einem Satteldach weist drei tonnengewölbte Räume im Erdgeschoss auf. Bis 1857 stand an der westlichen Längsseite ein über die Traufe ragender runder Treppenturm mit dem Eingangsportal. Mit der Beseitigung des Wassergrabens und der Zugangsbauten wurde auch der Treppenturm abgerissen und an seiner Stelle eine schlichte Haustür mit geradem Sturz eingebaut. Im selben Jahr ersetzte man das Satteldach durch eine Kombination von Mansard- und Halbwalmdach. Über der neuen Eingangstür ist ein barockes Doppelwappen mit den Jahreszahlen 1857 und 1963 angebracht, den Daten gravierender Umbauten durch die Freiherren von Künsberg.

### Neue oder Obere Kemenate
Die Neue oder Obere Kemenate wurde im Stil der gotisierenden Spätrenaissance erbaut. Das dreigeschossige Gebäude mit Satteldach und Treppengiebel wies auf seiner Schmalseite als besonderen Schmuck einen „Coburger Erker“ auf einer säulengetragenen Konsole auf. Der obere Abschluss des dem ersten Obergeschoss vorgesetzten Erkers entstand in der ersten Hälfte des 19. Jahrhunderts. Er bestand aus Kreuzblumen und zierlichen Fialen und einem aufgesetzten Balkon mit Maßwerkbrüstung.

### Gutshof

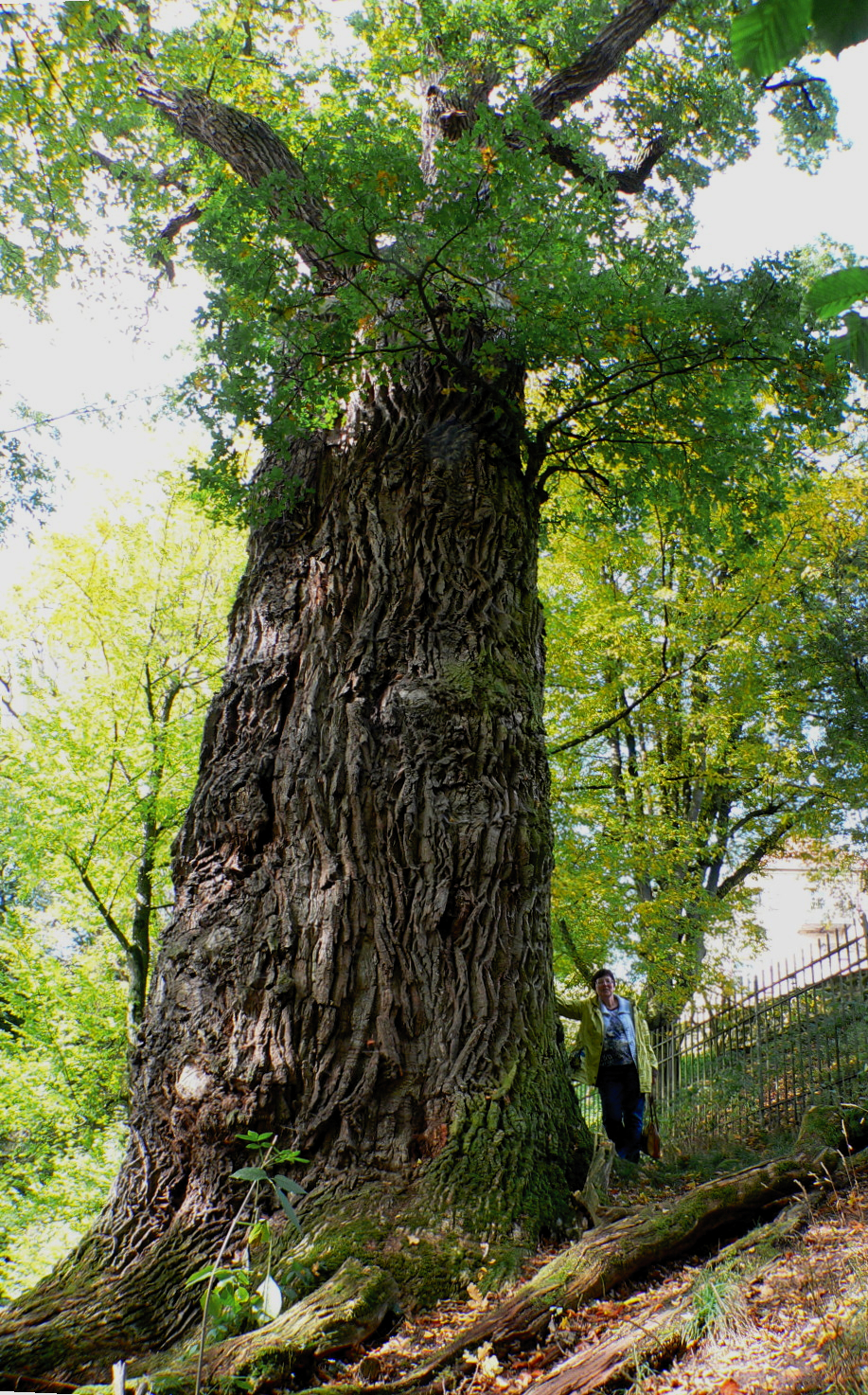
1000-jährige Eiche in Küps-Nagel

Die Alte Kemenate ist von einem kleinen Park mit altem Baumbestand umgeben. An der nördlichen Grundstücksgrenze steht die mächtige „Tausendjährige Eiche“. Auf einem Ausläufer des Kümmelbergs oberhalb des Schlosses liegt der früher zu ihm gehörende Gutshof mit einem einstöckigen Wohnhaus aus dem 18. Jahrhundert. Der neun- auf dreiachsige Bau trägt ein Krüppelwalmdach mit Fledermausgauben. Die in der Mitte des 19. Jahrhunderts nach seinerzeit fortschrittlichsten Erkenntnissen gebauten Stallungen erhoben den Gutshof zur Musterfarm.